# Lądowisko Śrem-Szpital
Lądowisko Śrem-Szpital – lądowisko sanitarne w Śremie, w województwie wielkopolskim, położone przy ul. Chełmońskiego 1. Przeznaczone jest do wykonywania startów i lądowań śmigłowców sanitarnych i ratowniczych w dzień i w nocy o dopuszczalnej masie startowej do 5700 kg.
Zarządzającym lądowiskiem jest Szpital w Śremie Sp. z o.o. W roku 2013 zostało wpisane do ewidencji lądowisk Urzędu Lotnictwa Cywilnego pod numerem 248